# Septembre 1837

## Événements
- Début d'une guerre civile au Bas-Canada, appelée la Rébellion des Patriotes.
- 3 septembre : Prosper de Chasseloup-Laubat est élu député de la Charente Inférieure

- 19 septembre :
  - Pedro de Araújo Lima devient régent libéral du Brésil.
  - France : Honoré de Balzac achète la maison des Jardies à Sèvres.

- 28 septembre (Inde) : Bahadur Shah II succède à son père Akbar Shah II. Il est le dernier empereur moghol (mort en 1862).

- 30 septembre, France : la famille Hugo quitte Auteuil.

## Naissances
- 1er septembre : Tony Robert-Fleury, peintre français († 8 décembre 1911).
- 3 septembre :
  - Ralph Copeland (mort le 27 octobre 1905), astronome anglais ;
  - Domenico Maria Jacobini (mort le 1er février 1900), cardinal italien ;
  - John Ernst Worrell Keely (mort le 18 novembre 1898), inventeur américain.

## Décès
- 3 septembre : Gabriel-Joseph Grenié (né en 1756 ou 1757), facteur d'instruments de musique français.
- 22 septembre : William George Horner (né en 1786), mathématicien britannique.